# Responsabilité patrimoniale de l'administration
 (octobre 2016).
Si vous disposez d'ouvrages ou d'articles de référence ou si vous connaissez des sites web de qualité traitant du thème abordé ici, merci de compléter l'article en donnant les références utiles à sa vérifiabilité et en les liant à la section « Notes et références ».
La responsabilité patrimoniale de l’administration (RPA) est une garantie présente dans les contrats de concession. Cette garantie protège les actionnaires, puisqu'en cas de faillite, les gouvernements prennent à leurs comptes les dettes.
Elle prévoit l'indemnisation des dommages causés par le dysfonctionnement d'une administration, de ses services, de ses fonctionnaires ou par le mauvais état des routes publiques.
Elle permet également d’acquérir des aides.